# Dom zu Pisa

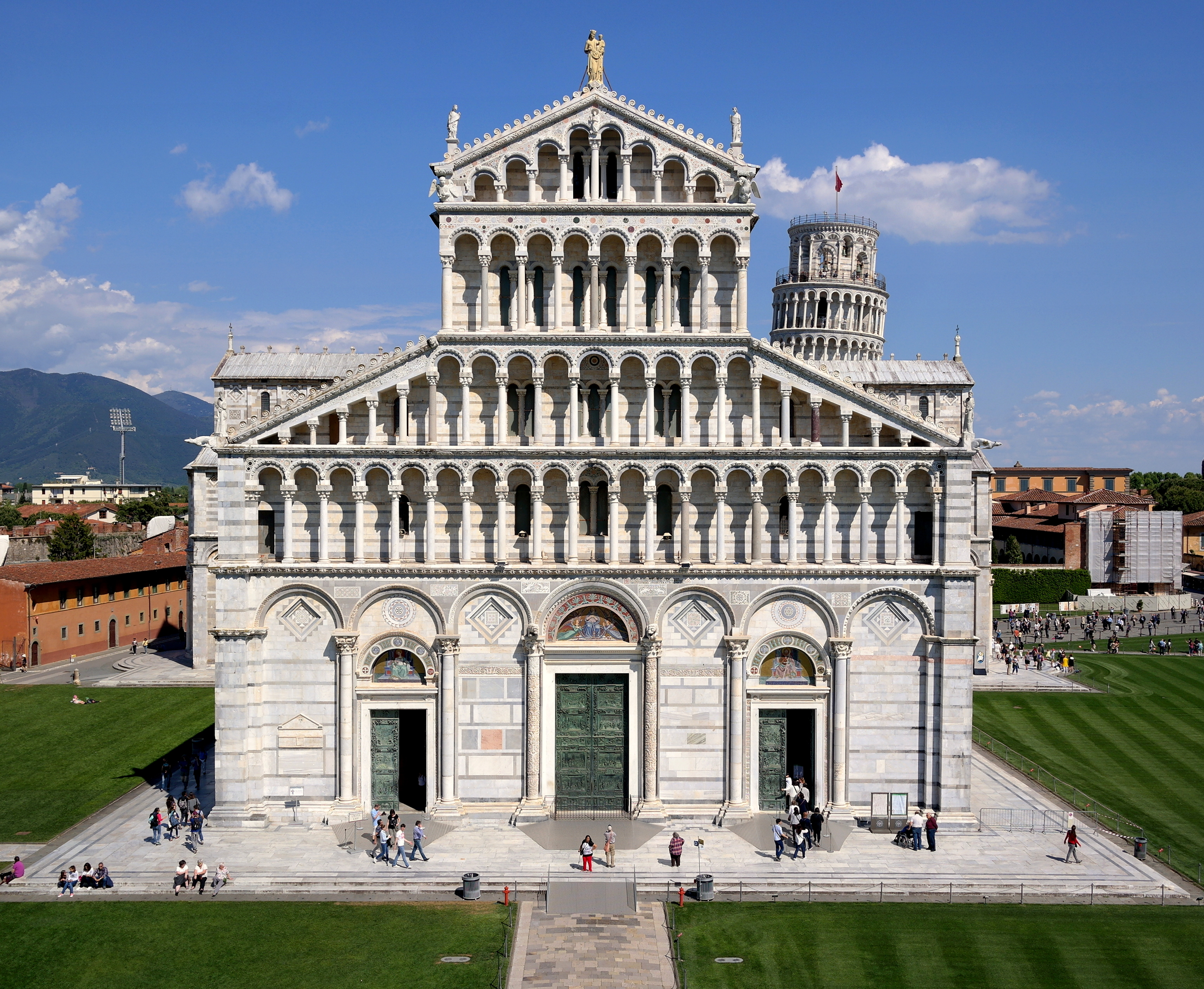
Dom zu Pisa, Westfassade

Der Dom zu Pisa (italienisch Duomo di Pisa, offiziell Cattedrale di Santa Maria Assunta) ist eine Kirche in Pisa, zu der der weltweit berühmte Schiefe Turm von Pisa gehört. Sie ist die Kathedrale des Erzbistums Pisa. Der Dom steht auf dem weitläufigen Rasenplatz der Piazza del Duomo, auf dem sich auch die drei dazugehörenden Bauwerke Baptisterium, Camposanto Monumentale und der Campanile („Der Schiefe Turm von Pisa“) befinden. Dieser Platz wurde vom Dichter D’Annunzio als Piazza dei Miracoli (Platz der Wunder) bezeichnet und wird noch heute so genannt. Trotz einer Bauzeit von über 200 Jahren wurde durch den gleichbleibenden Baustoff Carrara-Marmor und die einheitliche Fassadengestaltung ein zusammenhängendes Bild geschaffen. Der Dom wurde zum Vorbild für spätere Dombauten wie z. B. in Florenz und Siena und galt jahrhundertelang als monumentalster Bau der christlichen Geschichte.
Papst Gelasius II. weihte 1118 den damals noch unvollendeten Dom. Er trägt das Patrozinium der Himmelfahrt Mariens.

## Baugeschichte
Buscheto di Giovanni Giudice begann mit dem Bau des Doms im Jahre 1063 auf dem Schwemmboden vor der alten Stadtmauer. Finanziert wurde das Bauwerk mit den im gleichen Jahr von den Sarazenen vor Palermo eroberten Schätzen. Mit dem Dom begründete Buscheto, die so in Europa einmalige Abwandlung der Romanik, die sogenannte Pisanische Romanik, nach deren Vorbild unter anderem die Kirchen San Paolo a Ripa d’Arno, San Frediano und Santo Sepolcro, sowie später, nach Entwürfen von Diotisalvi, das dem Dom angrenzende Baptisterium, in Pisa entstanden. Nur wenige Jahre nach dem Baubeginn des Domes begann Buscheto mit dem Bau des Campanile, dem heutigen Schiefen Turm, der sich stilistisch an den Dom anpasst. Durch den weichen Untergrund sank, genau wie der Campanile, auch der Dom im Osten leicht ein. Die kreuzförmige Grundfläche des Doms war zu diesem Zeitpunkt in Italien neu. Zu dieser Zeit wurden vor allem Basiliken ohne Querschiff, wie Kathedrale von Pistoia, gebaut. Diese hatten zwar, ebenso wie der Dom zu Pisa, Obergaden, waren jedoch häufig nur dreischiffig. Der Bau eines derart großen Domes war vor allem mit dem wirtschaftlichen Aufschwung, den Pisa seit der Gründung der Republik Pisa im 11. Jahrhundert erlebte, zu erklären. Über der Vierung der fünfschiffigen Basilika mit dem dreischiffigen Querhaus erhebt sich eine elliptische Kuppel mit einem oktogonalen Ansatz. Sie wurde erst 1380 durch Lupo di Gante und Puccio di Gadduccio im gotischen Stil nachträglich hinzugefügt.
Die Fassade wurde am Ende des 12. Jahrhunderts von Rainaldo geschaffen und wurde in der gesamten Toskana zum Vorbild, auch wenn Buscheto die Grundlagen dafür bereits im 11. Jahrhundert schuf. Bei der westlichen Fassade erheben sich über den sieben Blendarkadenbögen im Erdgeschoss mit seinen drei Portalen vier Galerien mit insgesamt 52 Säulen. Auf dem Giebel der 35,5 m breiten und 34,2 m hohen Fassade steht eine Madonna mit Kind von Andrea Pisano. An ihrer Seite stehen Engel, die zusammen mit den beiden Evangelisten auf der ersten Galerie durch Schüler von Giovanni Pisano entstanden. Das mittlere Portal ist dem Leben Marias gewidmet. Im linken Bogen der Fassade ist das Grab des ersten Dombaumeisters Buscheto mit einer antiken Sarkophagspolie und einer langen Huldigung in die Wand eingefasst.
Die drei Bronzetore aus dem 17. Jahrhundert ersetzen die von Bonanno Pisano geschaffenen Tore von 1180, die bei einem schweren Feuer 1595 zerstört wurden. Die neuen Türen mit umfangreichen Reliefszenen wurden bis 1602 durch Schüler Giambolognas, Francavilla, Mocchi und Tacca, in loser Anlehnung an das alte Vorbild gegossen. Die Porta di San Ranieri am südlichen Seitenschiff ist dem Campanile zugewandt. Hier ist das restaurierte Original des Meisters Bonanno Pisano von 1186 noch erhalten. Es ist nach dem Schutzpatron Pisas benannt und stellt u. a. Szenen aus dem Leben Christi dar.
Am gesamten Gebäude findet man vielfach zusammenhanglose Zeichen auf den Außenwänden. Der Grund dafür liegt darin, dass man antike Baumaterialien wiederverwendete oder Materialien aus eroberten Städten holte.

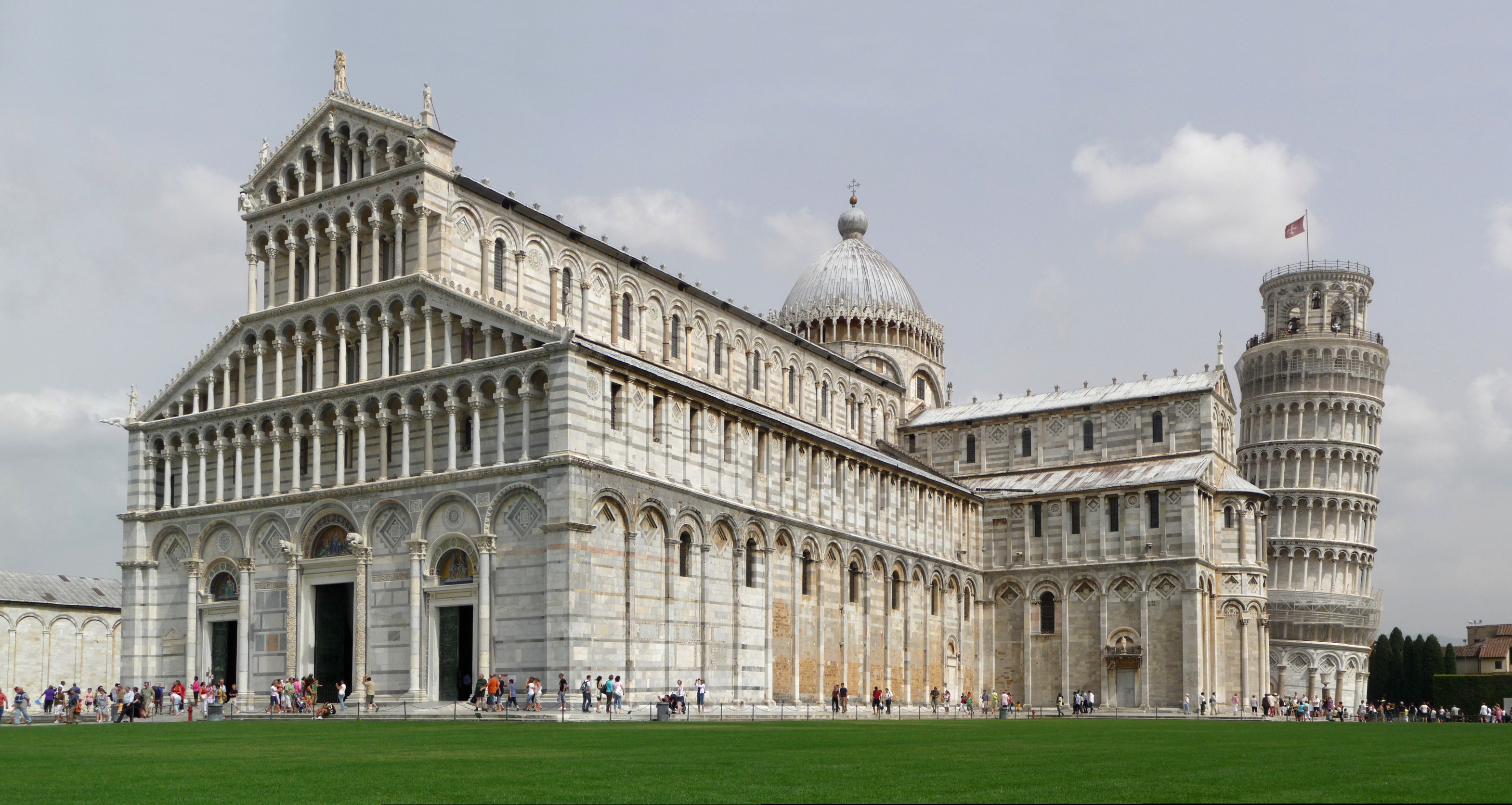
Dom und Schiefer Turm von Pisa

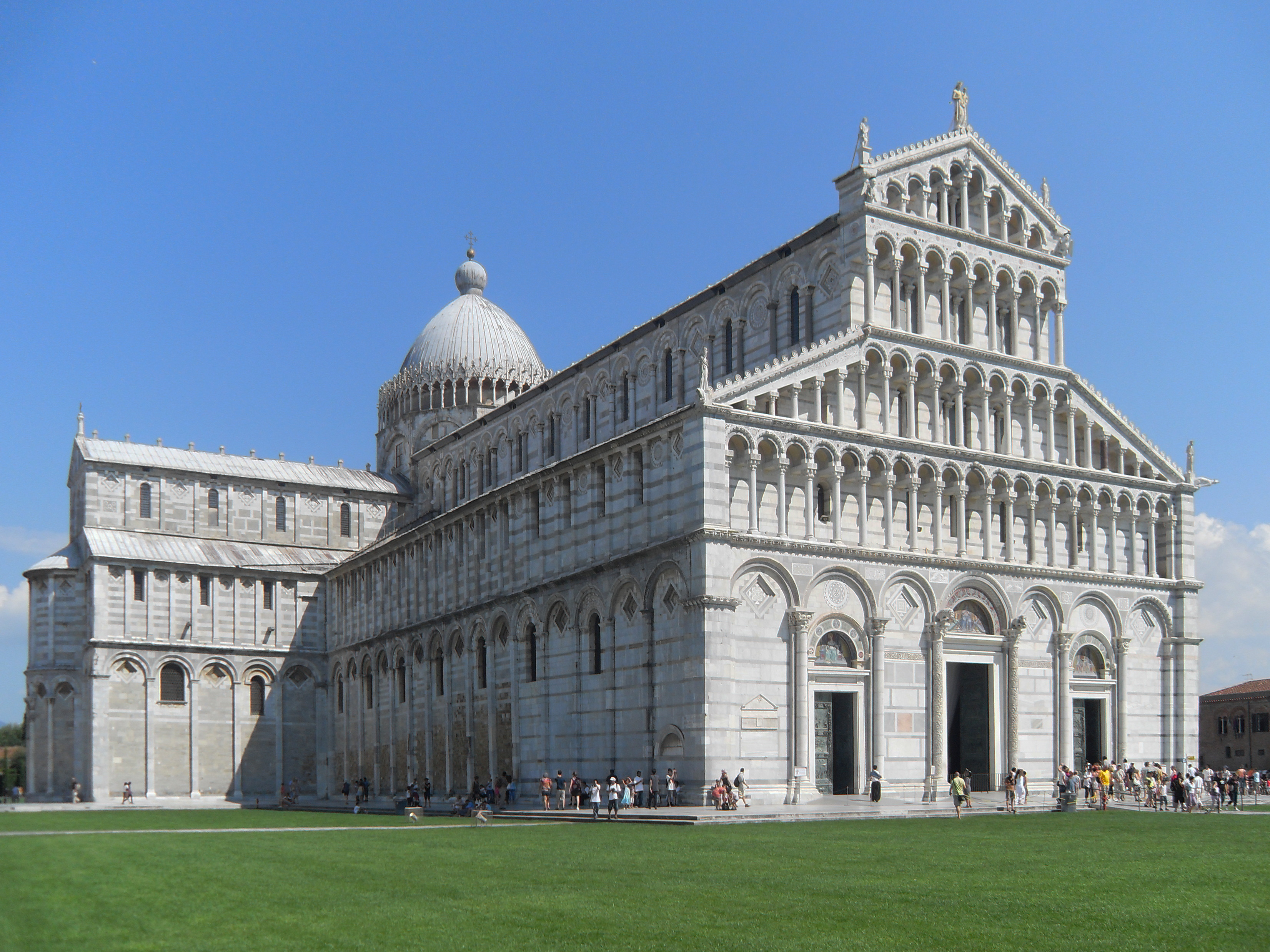
Dom von Nordwest

### Datierungsprobleme

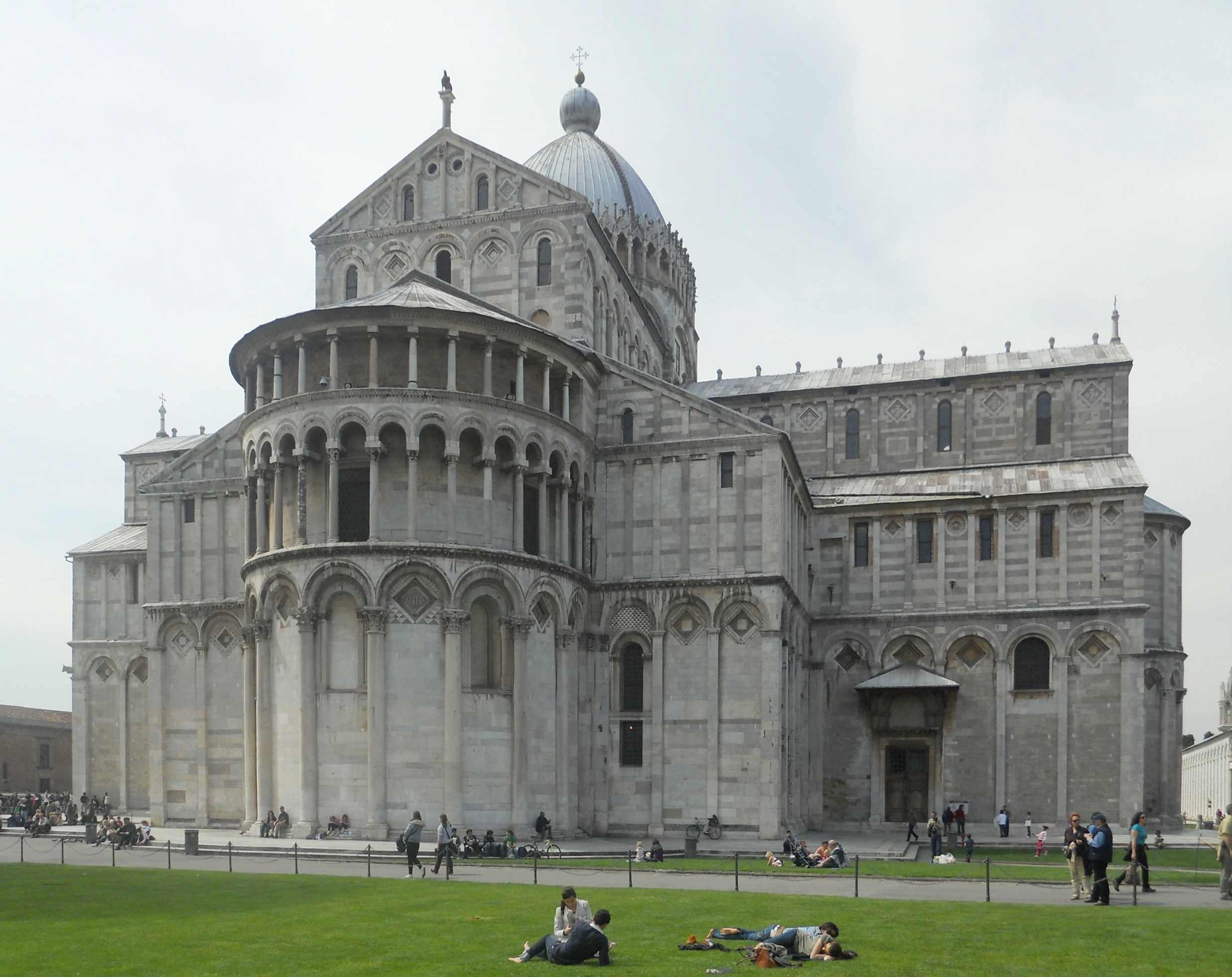
Dom von Osten mit Blick auf die Apsis

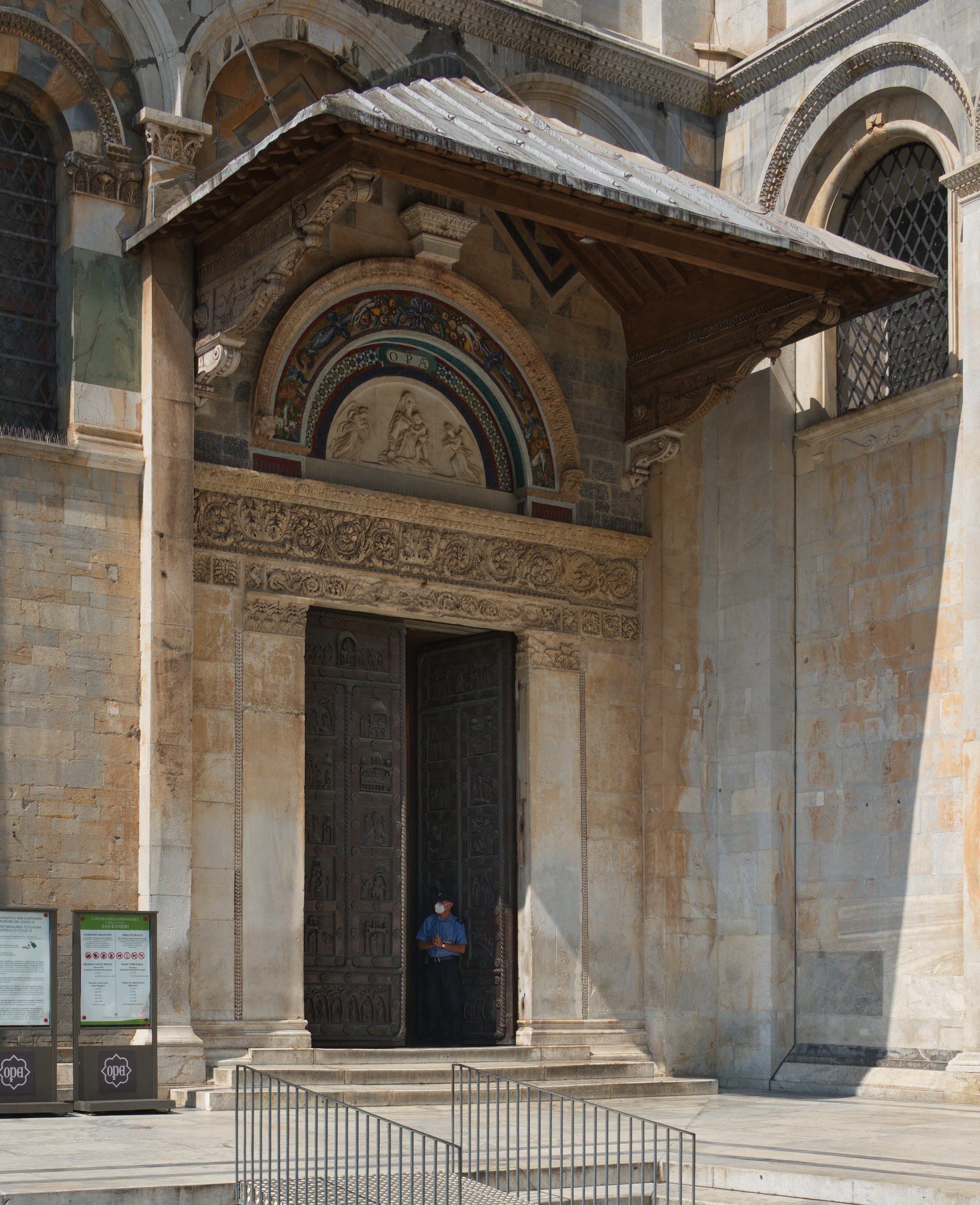
Das Portal des Hl. Rainer

Im Hinblick auf die Datierung des Baus und die historische Herleitung ihrer einzelnen Bauformen gibt es in der Forschung seit langem unterschiedliche Ansichten. Eine verbreitete Theorie nennt konkrete Zahlen und die Namen verschiedener Baumeister. Andere Kunsthistoriker halten diese Geschichten für bereits im Mittelalter erfundene Legenden.
Nach der ersten Theorie war der Seesieg bei Palermo über die damals im Mittelmeer herrschenden Sarazenen im Jahr 1063 Anlass zum Bau der Gesamtanlage. In Venedig spielten diese sarazenischen Seeräuber ebenfalls eine Rolle. Auch dort war die Abwendung dieser Gefahr Anlass gewesen, den Markusdom neu zu bauen, und zwar im selben Jahr 1063, in dem die Anlage in Pisa möglicherweise begonnen wurde. Auch die Pisaner hatten durch diesen Seesieg reiche Beute gemacht und den Ertrag zur Glorifizierung ihrer Stadt genutzt; Pisa war im 11. Jahrhundert die mächtigste Stadt der Toskana.
Nach der zweiten Ansicht ist lediglich erwiesen, dass im Jahr 1118 die Kathedrale im Bau befindlich war. Das sei das einzige zuverlässige Datum. Man habe damals die eher zufällige Anwesenheit des Papstes Gelasius II. genutzt, um eine angemessene Weihe zu vollziehen. Der Bau musste in diesem Fall schon weit genug fortgeschritten gewesen sein, so dass sich die angesetzten Entstehungszeiten der beiden Theorien nicht wesentlich unterscheiden.
Die Kathedrale gehört zusammen mit dem Markusdom in Venedig zu den ersten Monumentalbauten des mittelalterlichen Italiens. Daher stellt sich die Frage, auf wen die entscheidenden Bauideen zurückgehen. Die Stadt Pisa popularisierte schon sehr früh eine eigene lokalpatriotische Version, die dem Baumeister die gesamte Anlage als geniale, völlig eigenständige Idee zuschrieb, ohne dass fremde Einflüsse eine Rolle spielten. Demzufolge soll der erste Baumeister der Kathedrale Buscheto gewesen sein, über den nur sehr wenig bekannt ist. Vasari berichtet in seinen Vite, "Busketos" sei griechischer Herkunft gewesen – also kein geborener Pisaner. Dies wird mancherorts bestritten und vor allem lokal dadurch unterstrichen, dass man ihn „Buscheto Pisano“ nennt. Belegt ist seine Eigenschaft als Prokurator der Pfarre und als Mitglied der Dombauhütte.
Keine Einigkeit besteht in der Forschung, wer die Idee zu der Kathedrale hatte und was seine stilistischen Vorbilder waren. Pisa hatte – wie Venedig – als Seemacht intensive Handelsbeziehungen im östlichen Mittelmeer. Deshalb liegt es nahe, dass die östliche Baukunst hier Einfluss ausüben konnte. Auf jeden Fall war der Baumeister mit dem byzantinischen Kulturraum vertraut. Seine Baukunst nimmt Anleihen auf bei persischen Moscheen und bei frühchristlichen Kirchen in Armenien und Georgien. Zudem vereint sie Elemente der italienischen Romanik mit Motiven aus der Stadtmauer von Kairouan. Inschriften im Dom belegen die Mitarbeit von Fremden: Türken, Afrikanern, Persern und Chaldäern.
Auch wenn sich die Bauzeit des Pisaner Doms lange hinzog, ist der Gesamteindruck einheitlich. Der ersten Theorie zufolge verlief die weitere Entwicklung folgendermaßen: Vor Fertigstellung des Doms habe der neue Baumeister Rainaldus um 1100 den ursprünglichen Grundriss geändert. Er ließ das Langhaus verlängern, den Obergaden erhöhen – die ursprüngliche Höhe ist noch am Querhaus erkennbar – und das untere Geschoss der Fassade errichten. Vollendet worden soll der Bau bis 1160 durch den Innsbrucker Meister Wilhelm gen. Guglielmus (auch Guilielmus), der um diese Zeit auch die erste Kanzel für den Dom schuf.
Rechts über dem mittleren Portal der Westfassade sind zwei Inschriften in die Wand eingelassen, deren erste Rainaldo als Bauherrn rühmen. Als demütige Replik folgt ein Bibelzitat aus der Vulgata (Psalm 21, Vers 22):

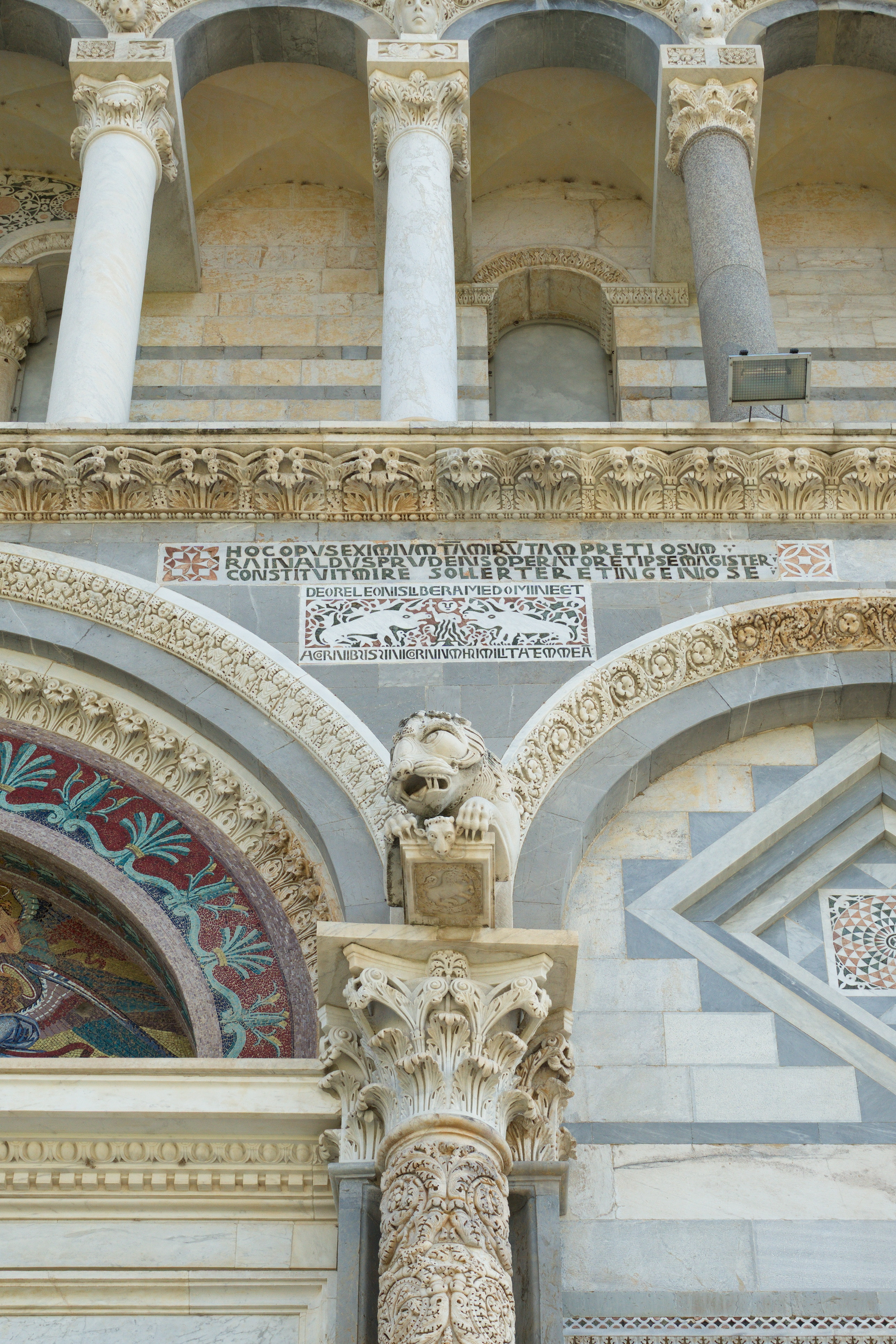
Die Inschrift auf der Westfassade über dem Hauptportal

Hoc opus eximium tam mirum tam pretiosum
Rainaldus prudens operator et ipse magister
constituit mire sollerter et ingeniose
De ore leonis libera me domine et
a cornibus unicornium humilitatem meam
Dieses hervorragende Werk, ebenso wunderbar wie kostspielig,
errichtete Rainald, der kluge Erbauer und selbst [Bau]meister,
in wundervoller, kunstvoller und erfinderischer Weise.
Aus dem Rachen des Löwen befreie mich, o Herr,
und von den Hörnern der Einhörner meine Niedrigkeit.

### Bedeutung der Fassade für die Datierung

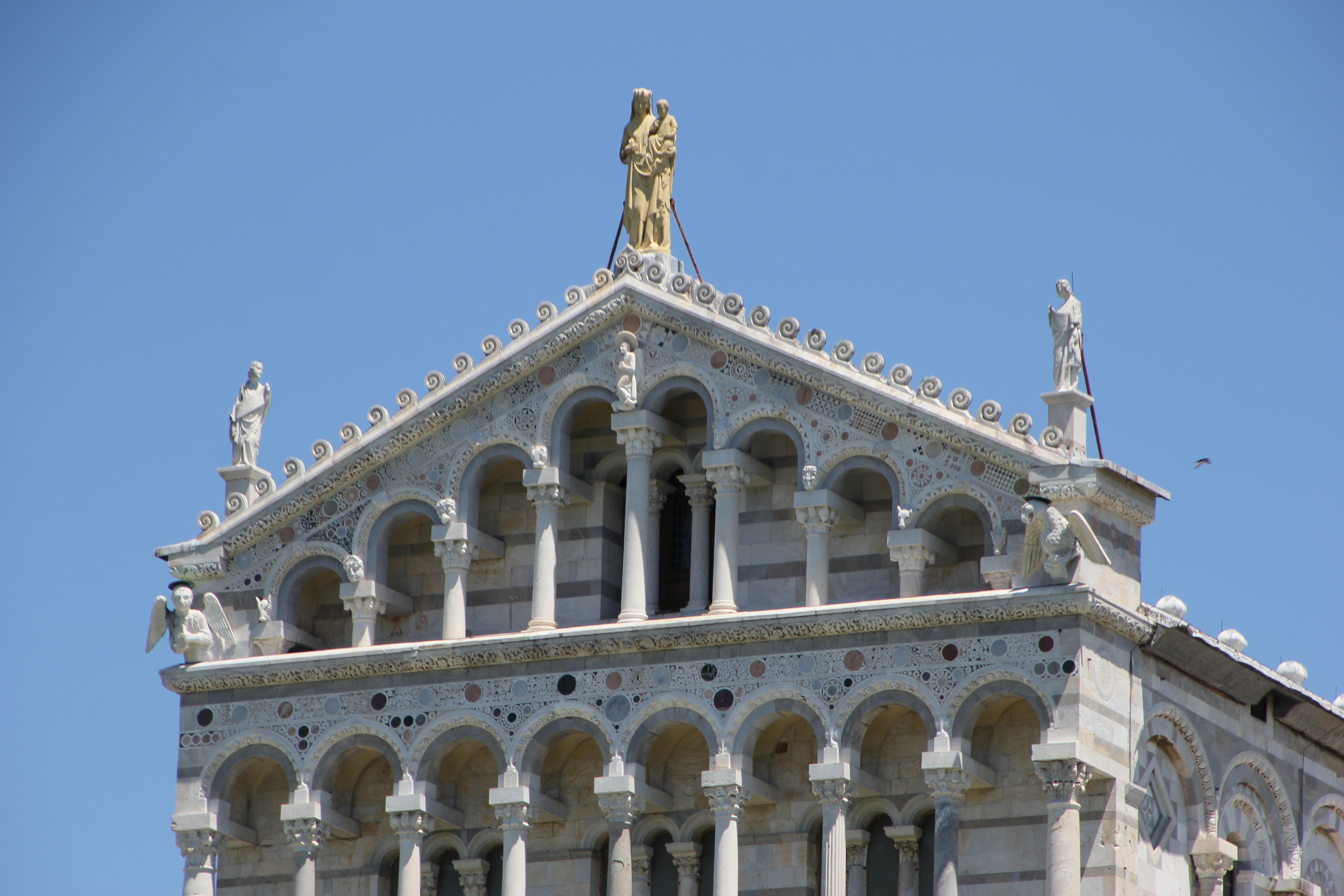
Detailansicht Westfassade

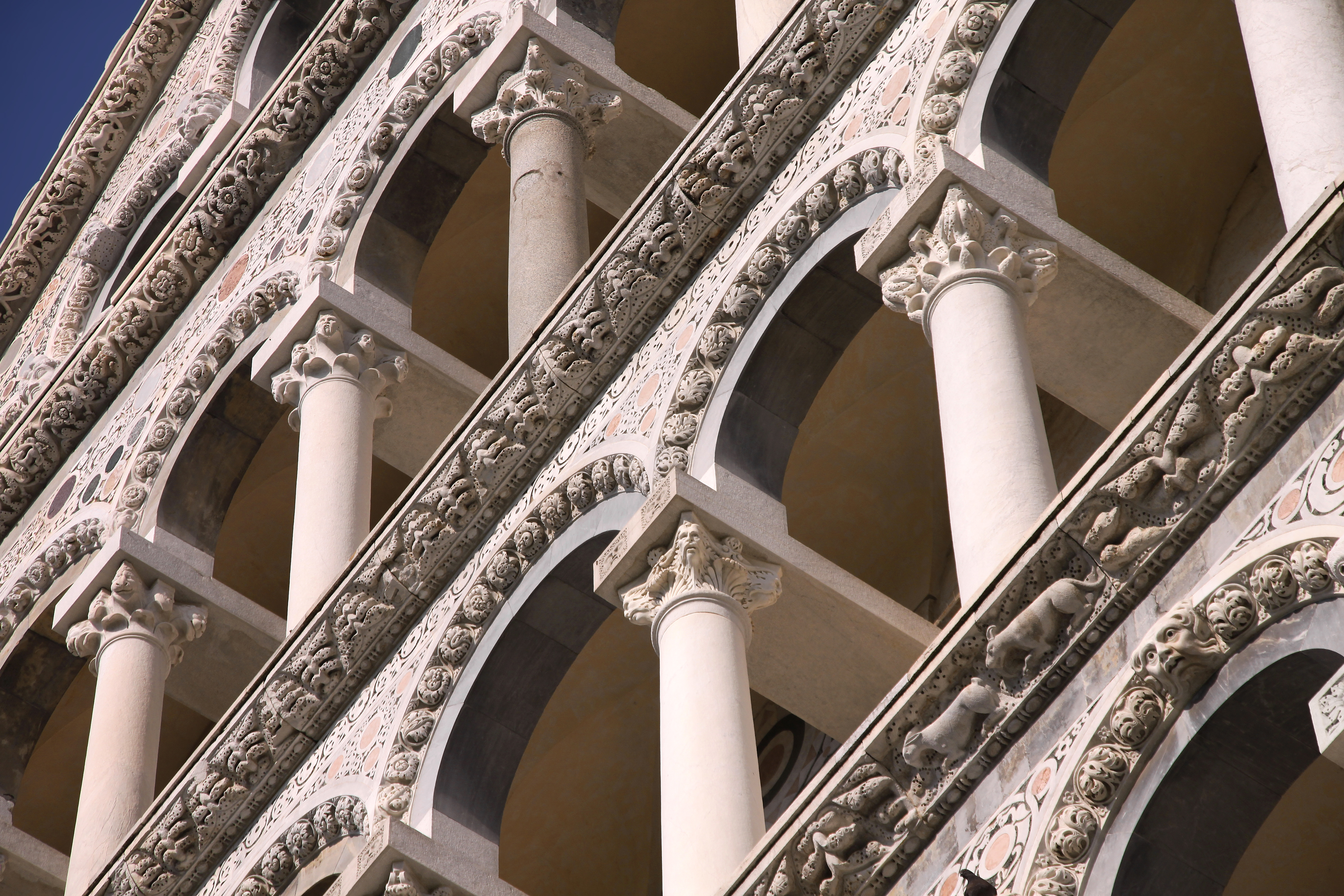
Detailansicht der Loggia

Die Westfassade des Doms stellt für die abendländische Architekturgeschichte eine entscheidende Neuerung dar, den Übergang von der glatten Wand zur plastisch gestalteten Schaufläche. Daher ist auch die Frage ihrer genauen Datierung wichtig, denn ähnlich gestaltete Fassaden wurden auch andernorts gebaut, etwa in Lucca an der Kathedrale San Martino, deren Baumeister Guidetto da Como, der auch in Pisa tätig war, auf der Fassade mit dem Datum 1204 verewigt wurde.
Die kritischere zweite Theorie akzeptiert lediglich, dass in der zweiten Hälfte des 12. Jahrhunderts im Westen des Hauptschiffes drei Joche angefügt und die heutige Fassade begonnen wurden. Namen werden in dieser Theorie nicht genannt. Demnach könnte die gesamte Fassade auch erst um 1200 fertig und möglicherweise von Anfang an in ihrer heutigen Form geplant gewesen sein. Andere Schätzungen nehmen sogar erst die Mitte des 13. Jahrhunderts an – also hundert Jahre nach dem Datierungszeitraum der ersten Theorie.
Trotzdem spricht viel dafür, dass man zwei verschiedene Phasen in der Entwicklung des Dekorationssystems unterscheiden kann. Die ursprüngliche Konzeption hätte demnach vorgesehen, die Außenmauern im Erdgeschoss durch folgende Elemente zu gliedern: erstens durch Blendbögen, sodann durch waagerechte Streifen aus farbigem Marmor – nach dem Vorbild des Baptisteriums in Florenz – und durch eingelegte Ornamente und Medaillons. Dieses Schema gilt für das ganze Kathedraläußere, an den Seitenwänden auch für die oberen Geschosse. Doch in den über dem Erdgeschoß liegenden Etagen der Westfassade übertraf man diesen Formenreichtum noch um ein Vielfaches. Statt flächiger Aufblendung ließ man in vier Galerien übereinander eine plastische Dekorationsschicht aus Säulen und verzierten Bögen vor der eigentlichen Kirchenmauer deutlich hervortreten.

Detailansicht
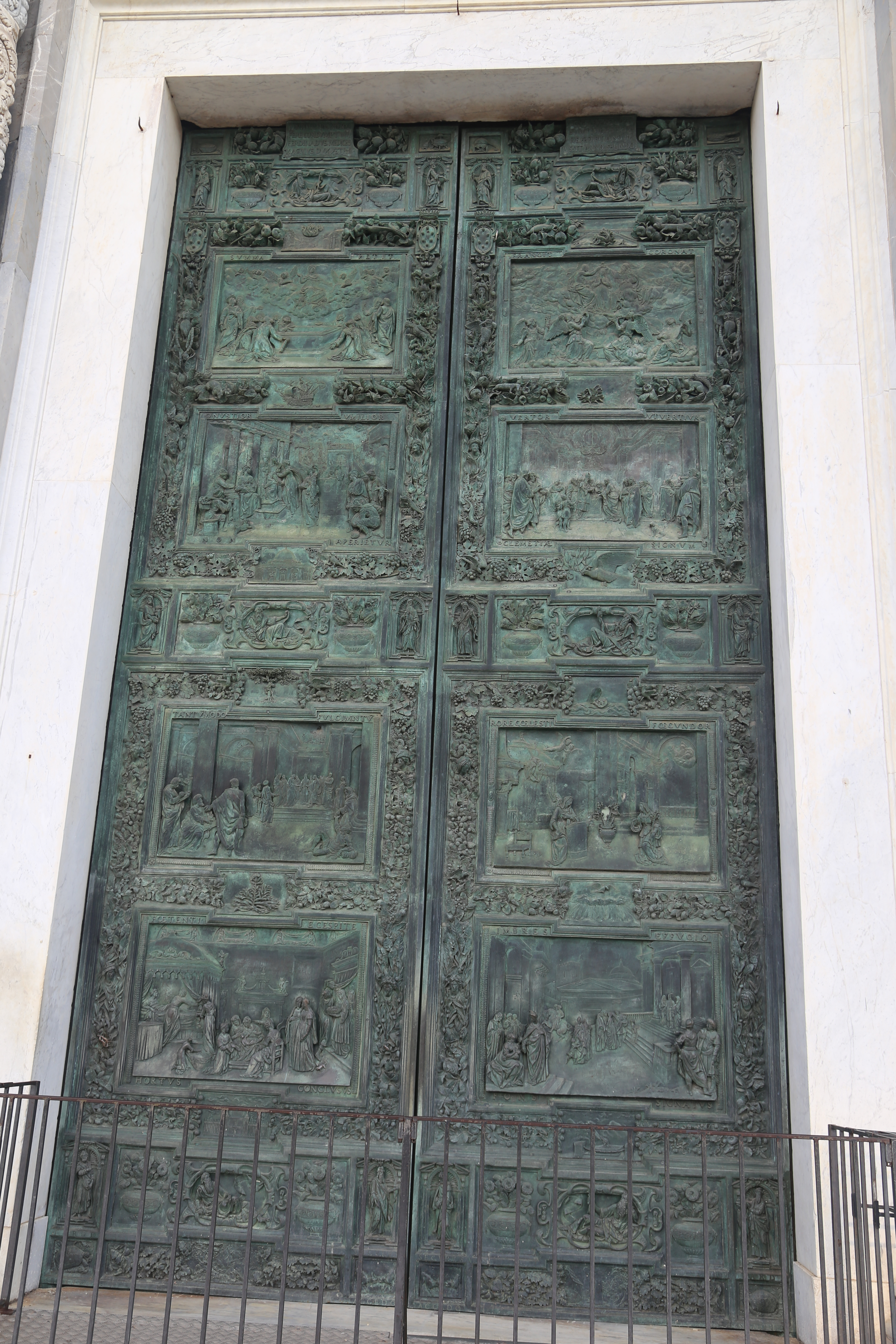
Bronze-Tor des Hauptportals
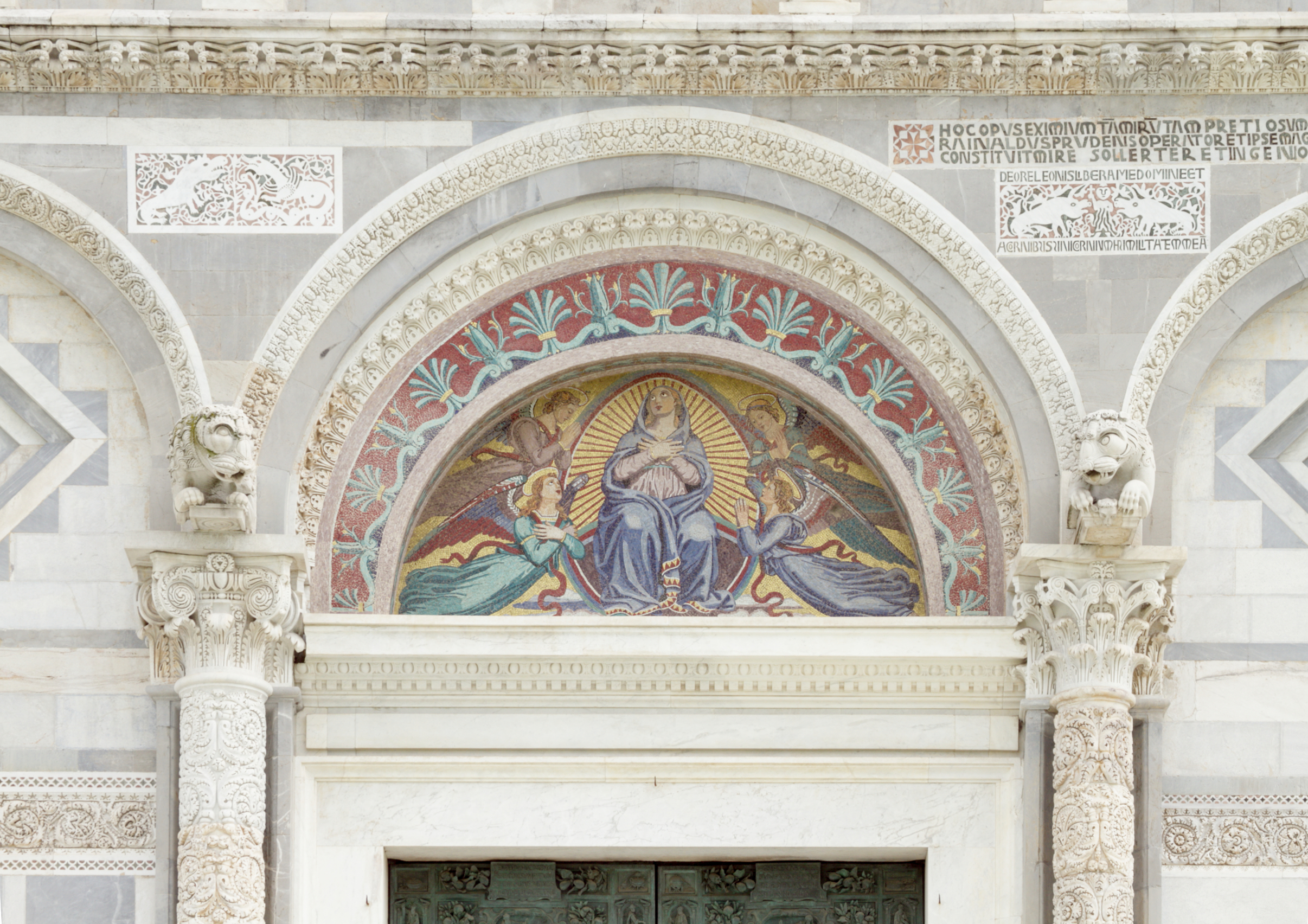
Mosaik über dem Hauptportal
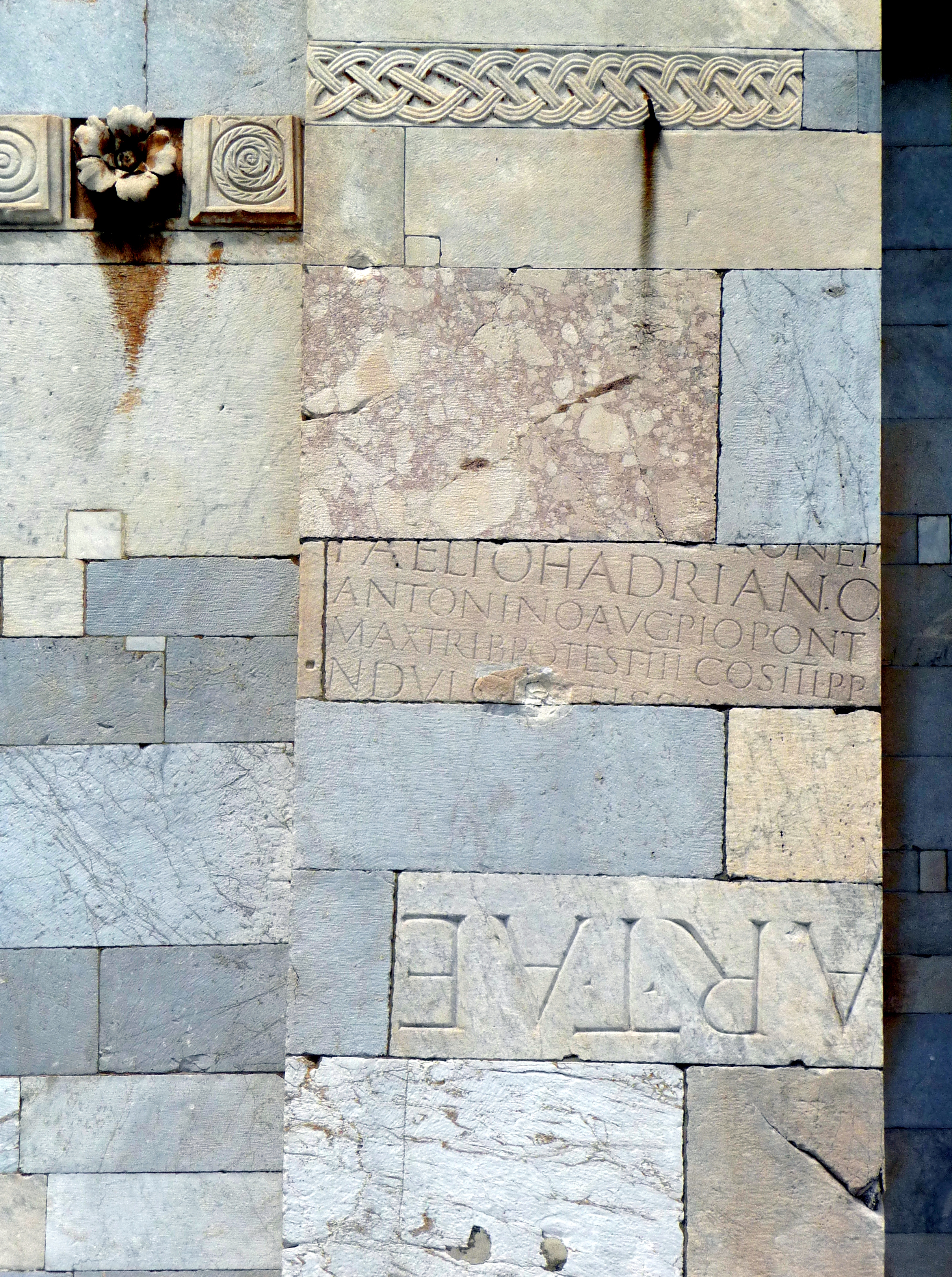
Außenwand Detail
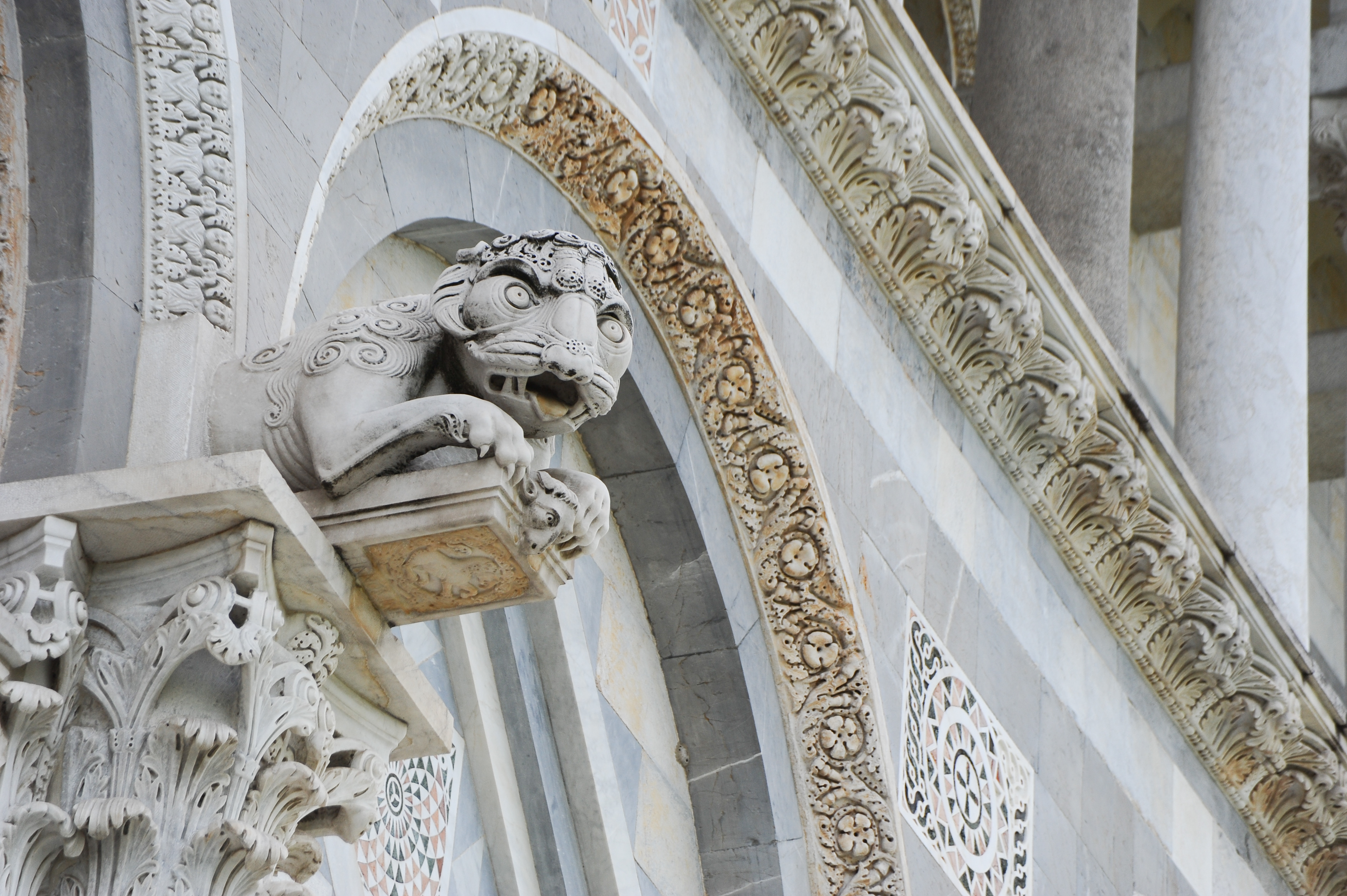
Wasserspeier in Form einer Chimära

Weitere Ansichten des Doms
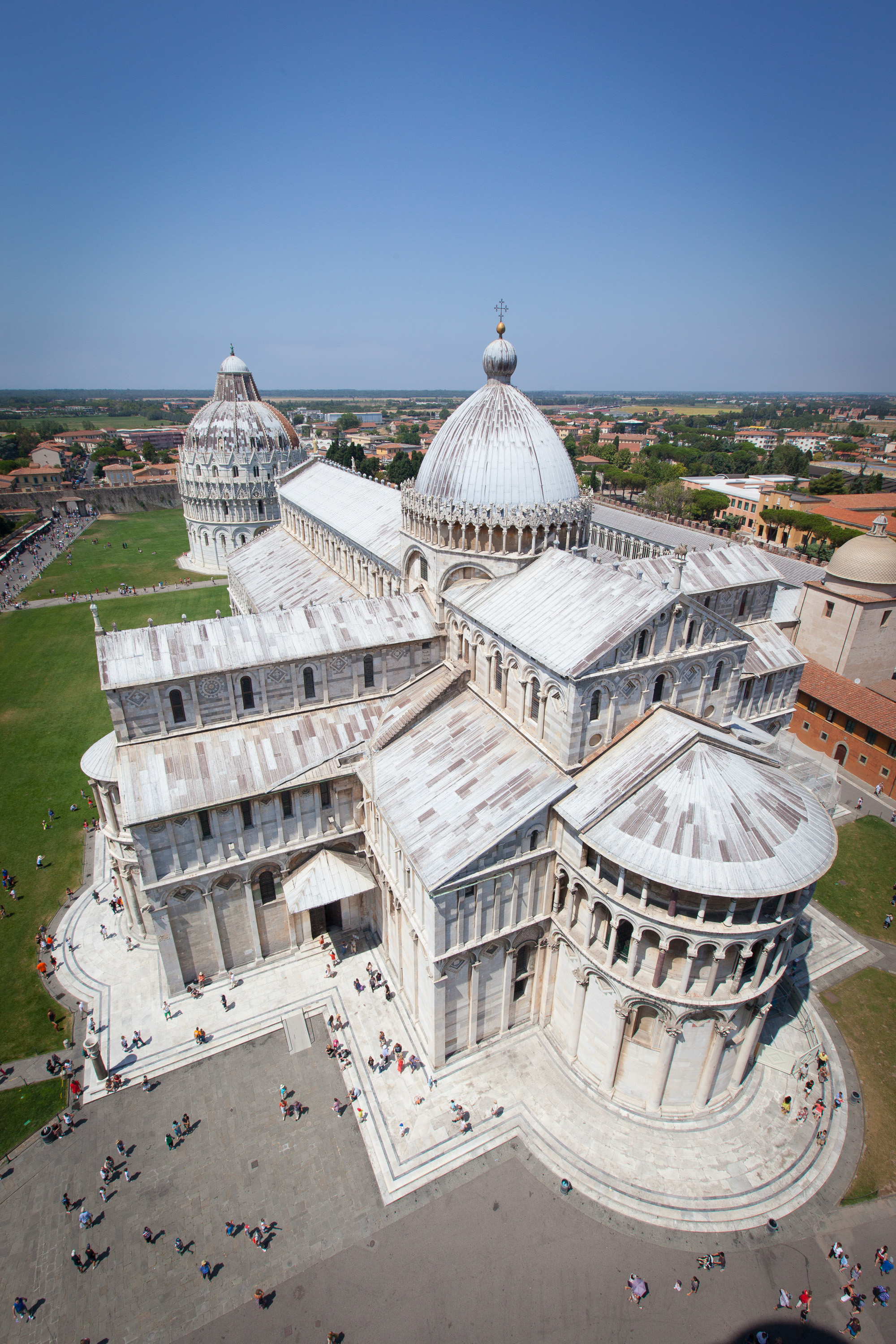
Blick auf den Dom
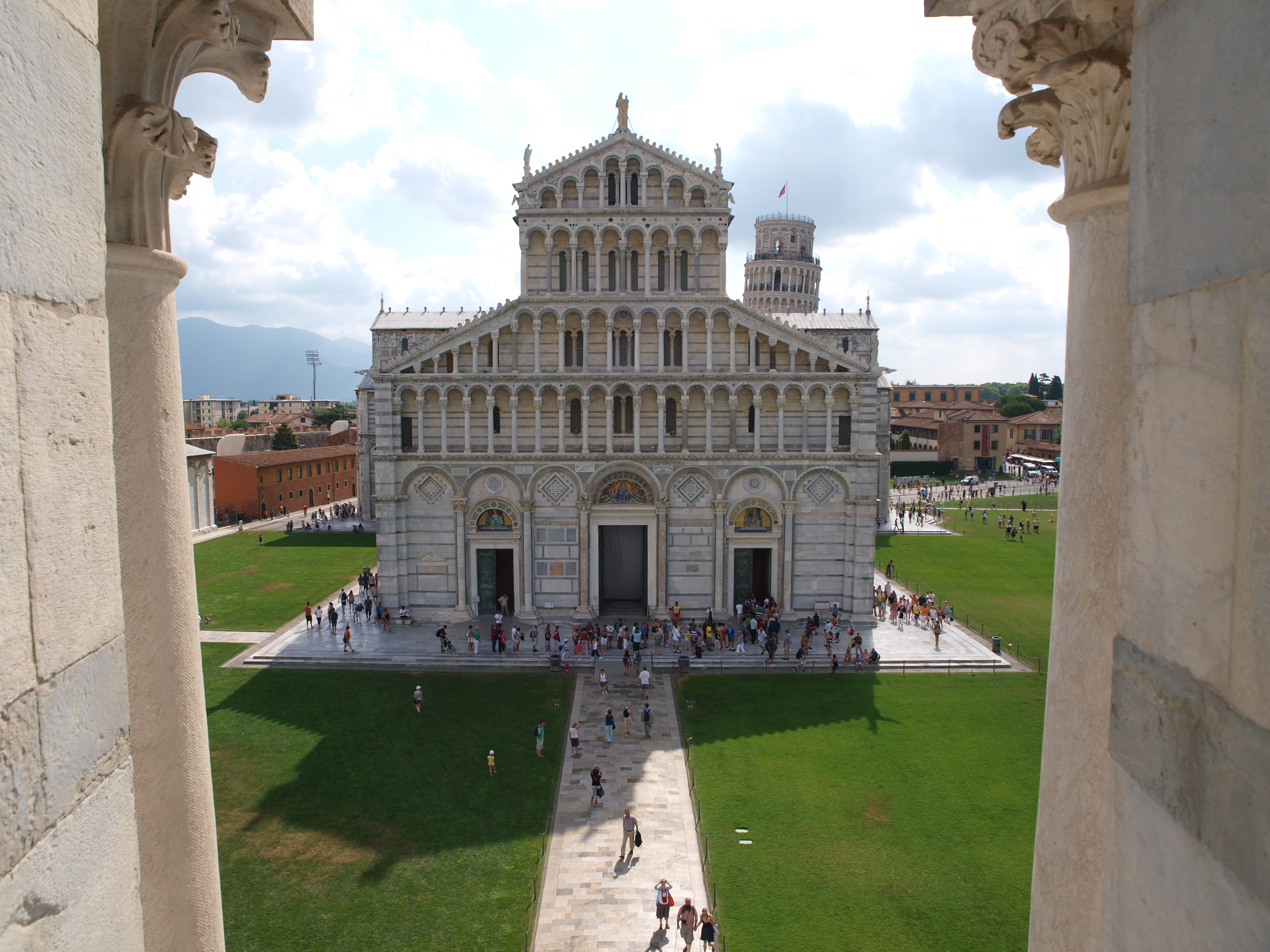
Der Dom vom Baptisterium aus gesehen
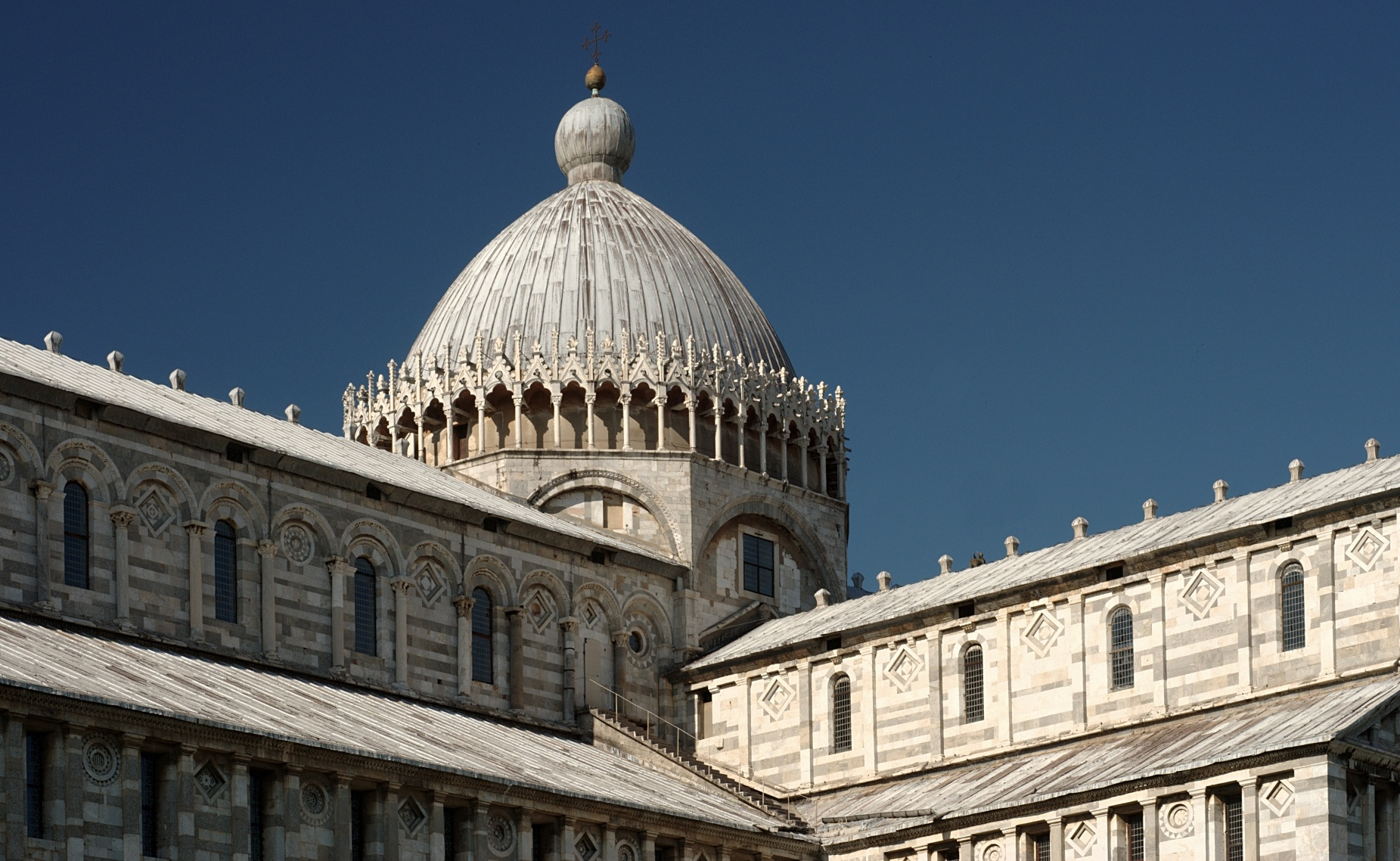
Blick zur Kuppel

## Ausstattung

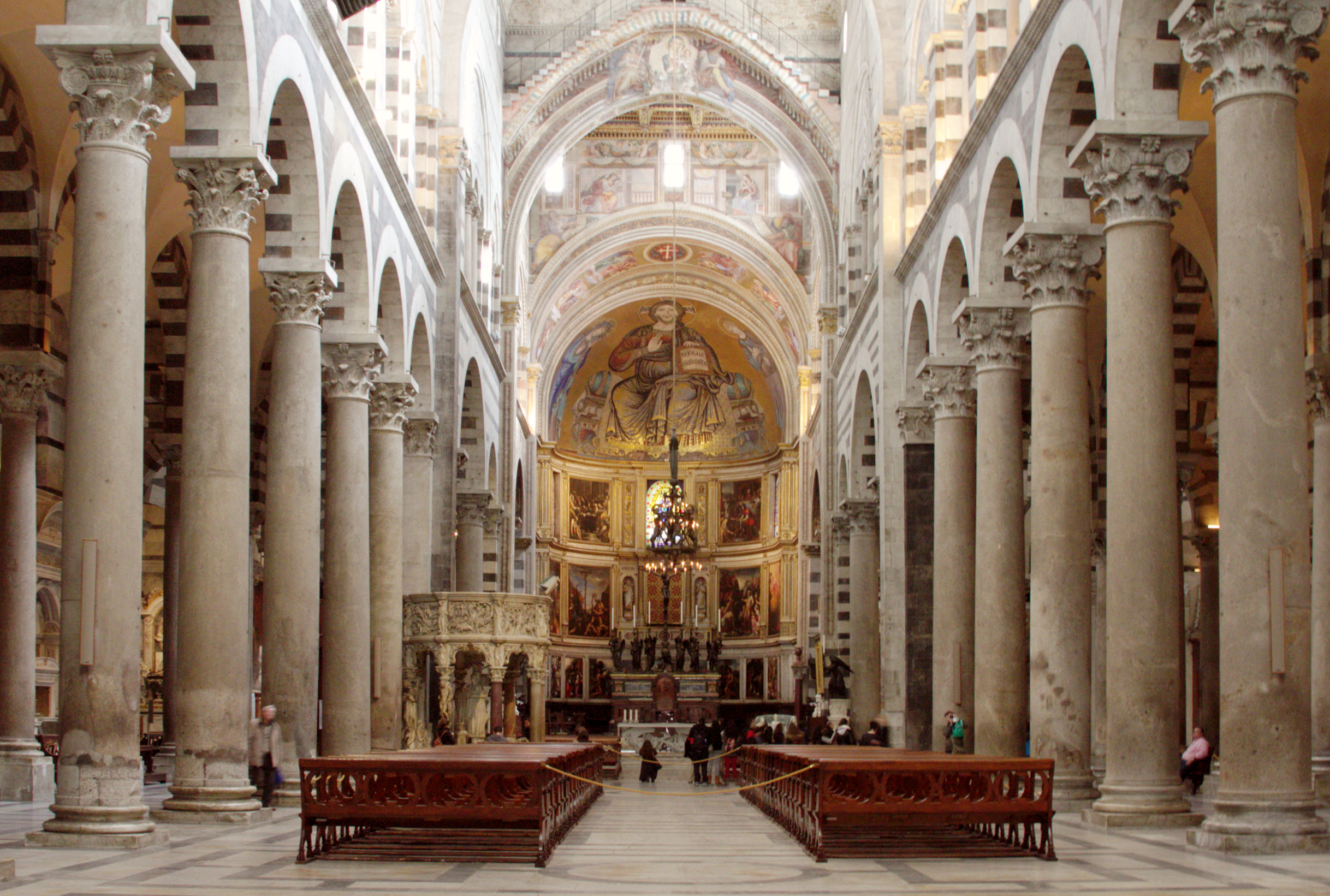
Mittelschiff

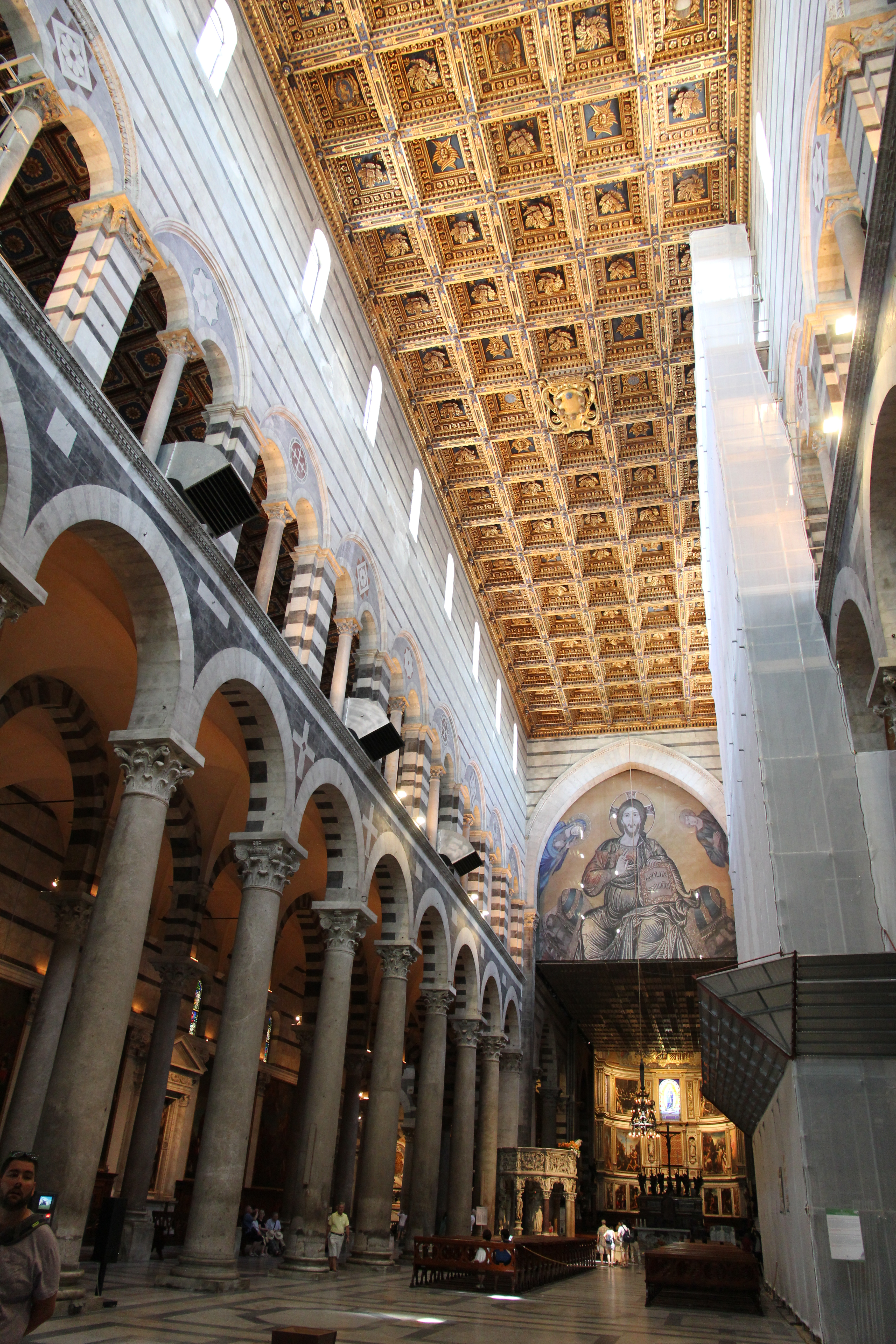
Kassettendecke des Mittelschiffs

Beim großen Brand 1595 wurde im Innenraum des Doms vieles zerstört. Es folgte eine aufwendige Restaurierung. Die vergoldete Kassettendecke stammt aus dem 17. Jahrhundert.
Dominant ist die Doppelsäulenreihe in der Mitte des Gebäudes, die aus massiven Granitsäulen besteht, mit Kapitellabschlüssen. Darüber befinden sich abwechselnd schwarz-weiße byzantinische Arkaden, die stark an eine Moschee erinnern.
Die Kanzel ist ein Werk von Giovanni Pisano, entstanden in der Zeit von 1302 bis 1311. Die Kanzel ist sechseckig und ruht auf 11 Stützen. Auf der Basis der Mittelstützen befinden sich Allegorien der sieben Artes liberales und die drei christlichen Tugenden. Zwei der Außenstützen sind auf Löwen ruhende Säulen, zwei weitere Stützen sind viereckig, eine trägt den Erzengel Michael, die andere den antiken Helden Hercules. Die übrigen tragen Allegorien der Ecclesia, die vier Kardinaltugenden und die vier Evangelisten. Die neun bilderreichen Reliefplatten werden jeweils durch Propheten- und Heiligenfiguren untergliedert und von einem reich verzierten Gesims zusammengefasst. Dem Gesims liegt ein Lesepult in Gestalt eines Adlers mit ausgebreiteten Flügeln auf.
Das Mosaik in der Apsiskalotte wurde von Francesco di Simone begonnen und 1302 von Cimabue vollendet. Dargestellt ist der Thronende Christus in Gesellschaft von Maria und Johannes. Die Apsis ist vollständig mit Fresken von Beccafumi, Sogliano und Sodoma ausgemalt. Über dem Hochaltar hängt ein Bronzekruzifix von Giambologna, dekoriert ist er mit sechs Engeln, die Kandelaber tragen.
Unter den Altarbildern der Seitenaltäre sind eine „Madonna mit Kind“ von Antonia Sogliani (1492–1544) und Sant' Agnes von Andrea del Sarto.
Das Grabmal Kaiser Heinrichs VII. ist ein Werk Tino di Camainos aus dem Jahr 1315.

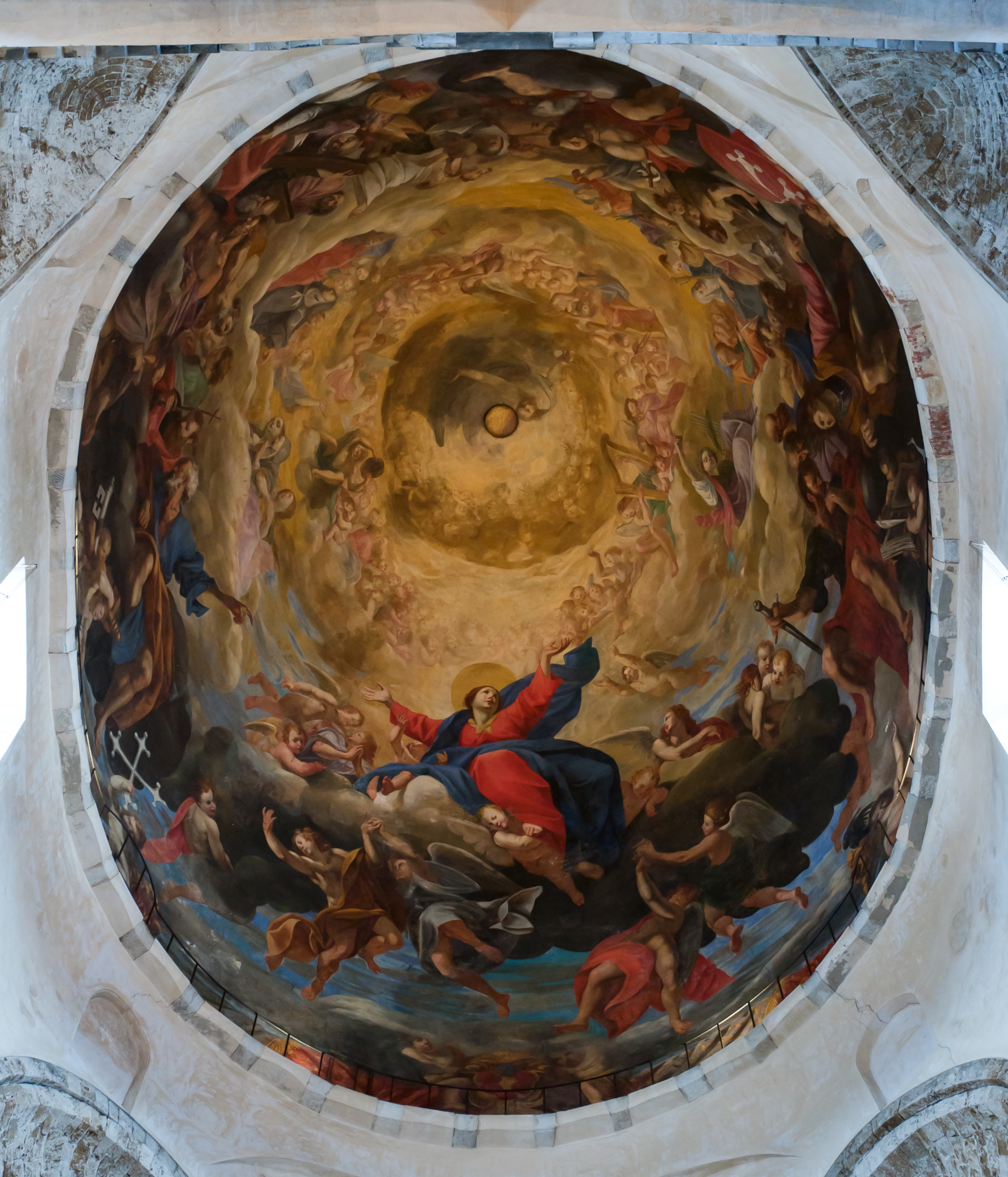
Kuppelfresko Maria in der Glorie von Girolamo Riminaldi
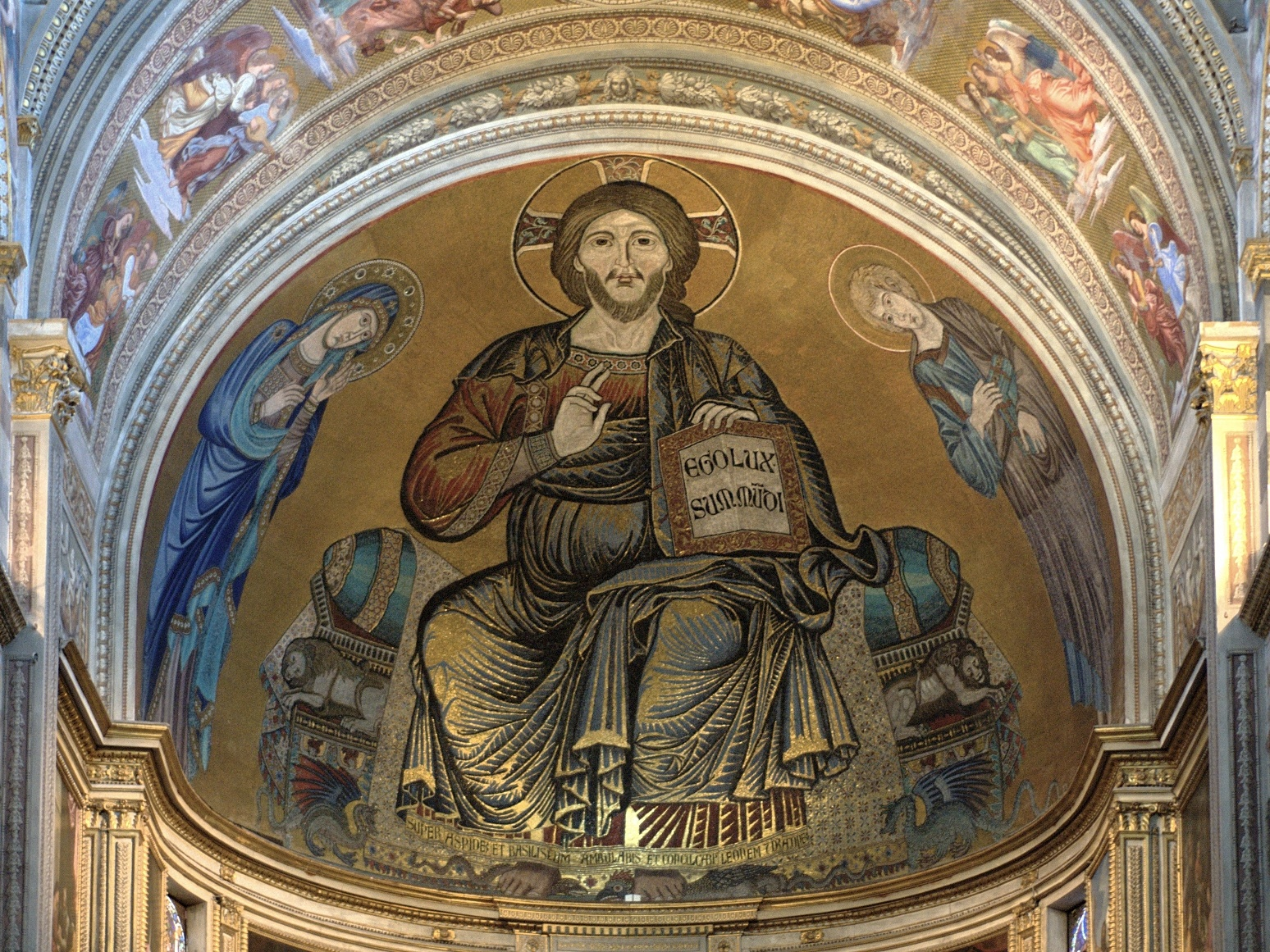
Mosaik des Christus Pantokrator in der Apsis
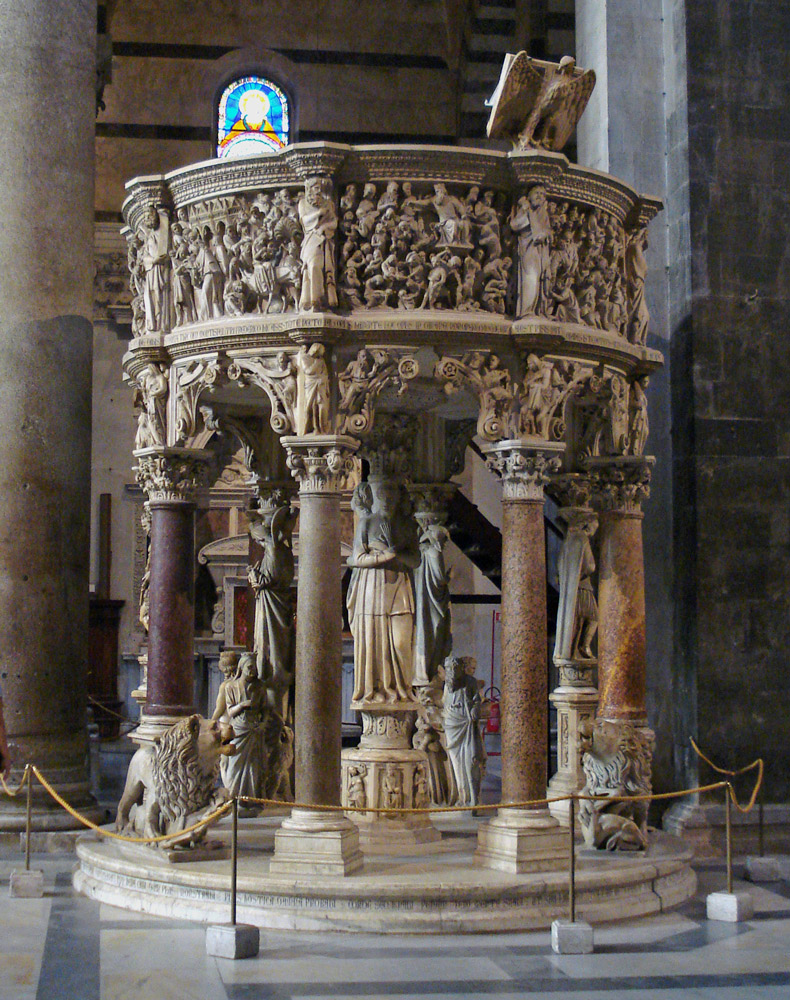
Kanzel
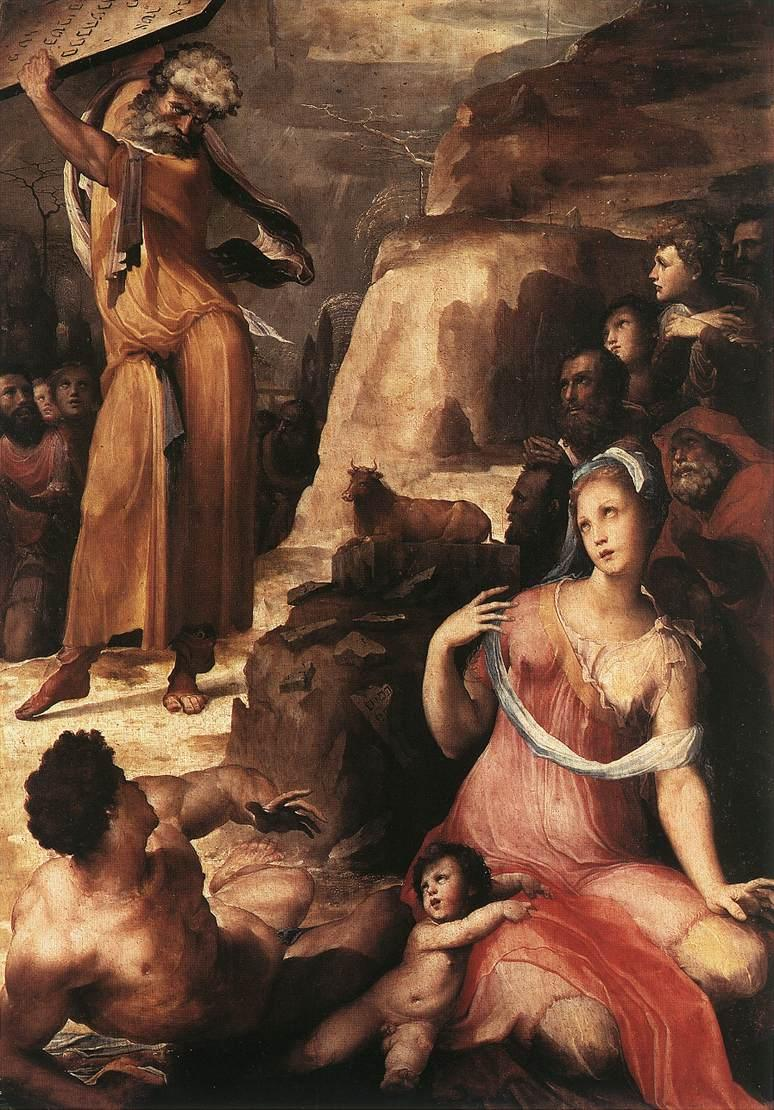
Beccafumi: Moses und das Goldene Kalb
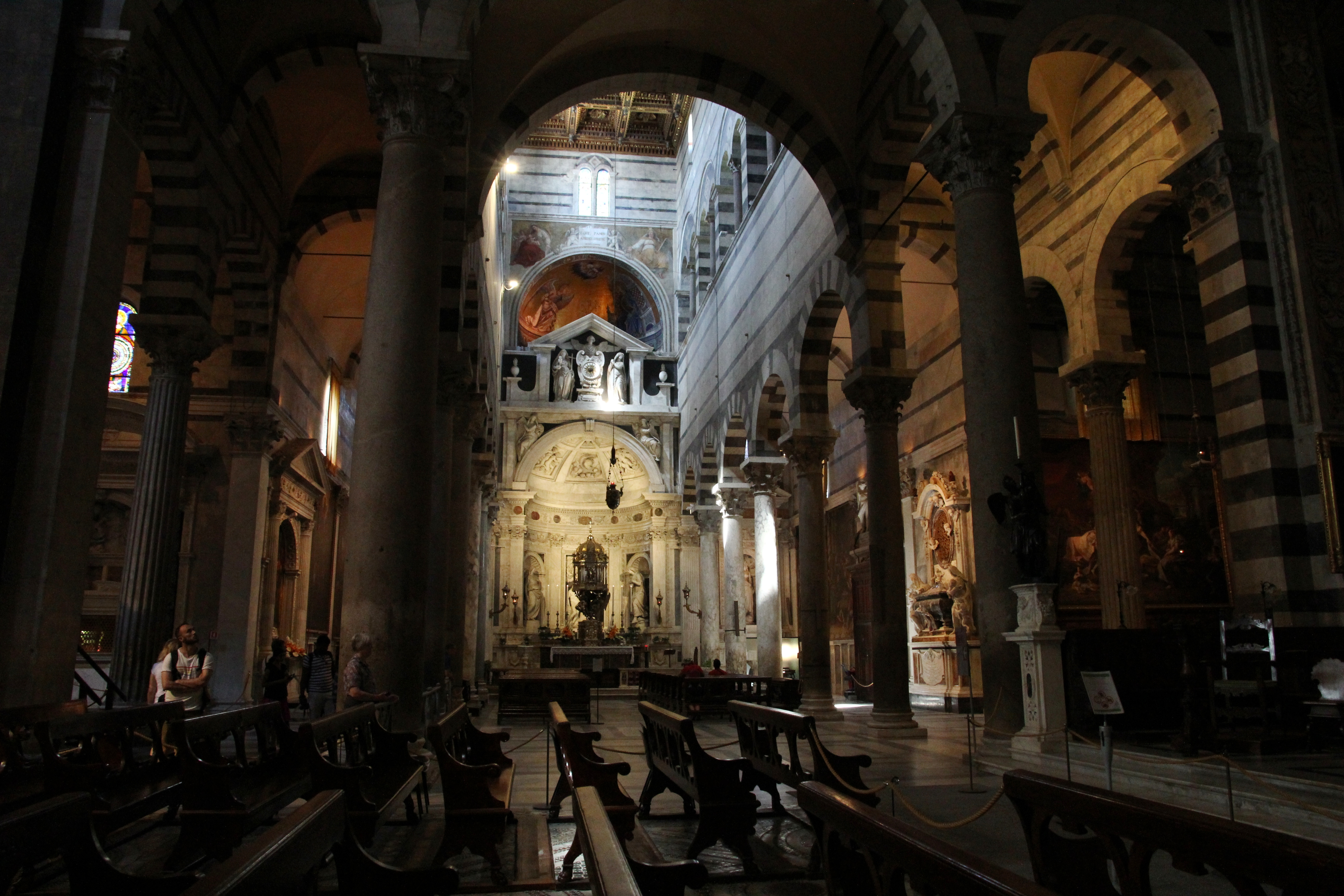
Vierung der Kathedrale
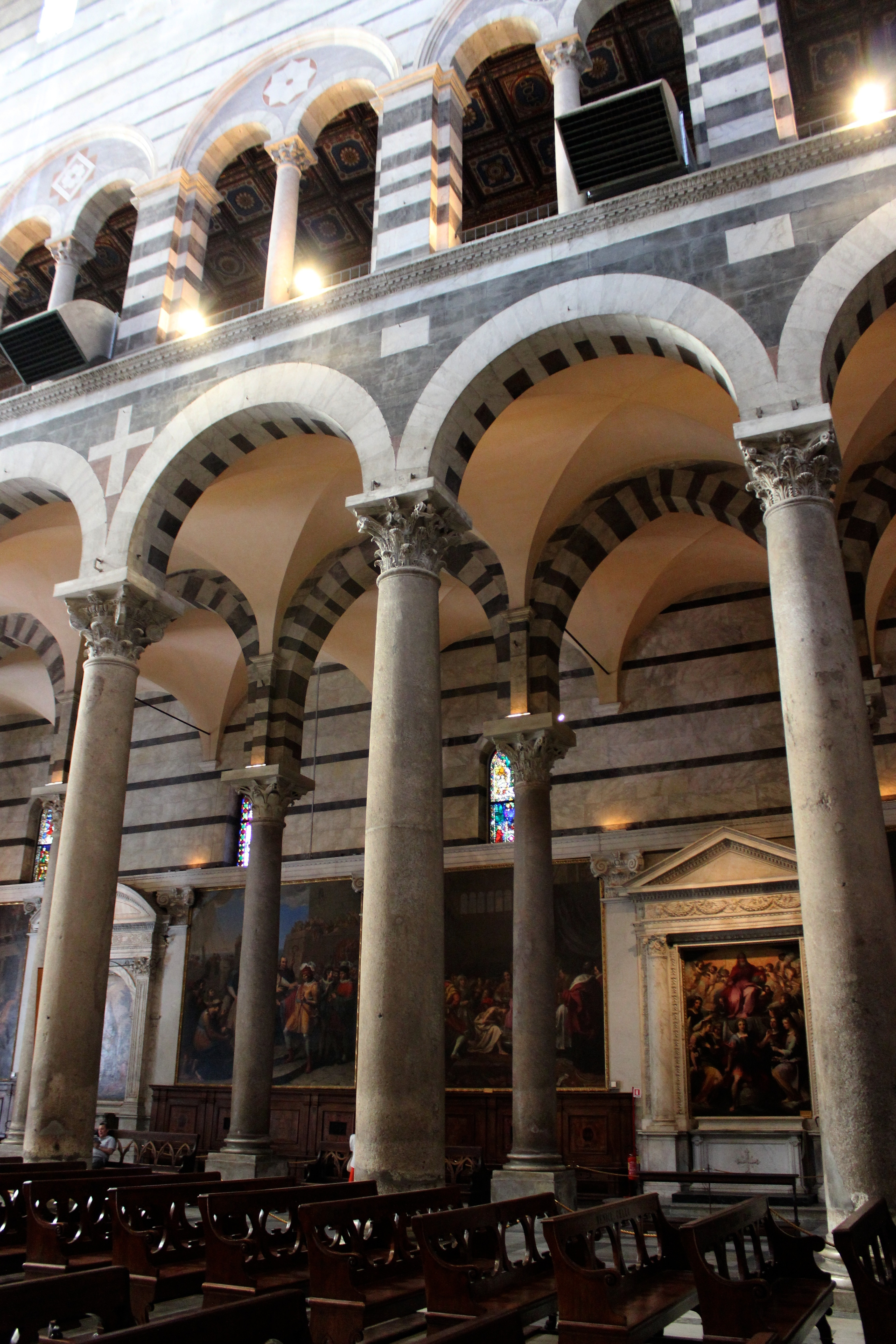
Marmorsäulen

### Orgel
Die Orgeln im Dom von Pisa wurden 1980 von der Orgelbaufirma Mascioni (Azzio) erbaut. Die Hauptorgel hat insgesamt 74 Register und zwei Glockenspiele, verteilt auf vier Manualwerke und Pedal. Das Pedal ist auf zwei verschiedene Pedalwerke verteilt: Das Positivpedal und das Hauptpedal, welches etliche Transmissionen, Extensionen und extendierte Transmissionen enthält. Die Trakturen sind elektrisch.
| I Organo Positivo C–c4 |                 |       |
| 1.                     | Principale      | 8′    |
| 2.                     | Flauto a camino | 8′    |
| 3.                     | Ottava          | 4′    |
| 4.                     | Flauto conico   | 4′    |
| 5.                     | Quintadecima    | 2′    |
| 6.                     | Sesquialtera II | 2 ⁄3′ |
| 7.                     | Decimanona      | 1 ⁄3′ |
| 8.                     | Vigesimaseconda | 1′    |
| 9.                     | Ripieno IV      | 2⁄3′  |
| 10.                    | Tromba          | 8′    |
| 10a.                   | Cromorno        | 8′    |

| Pedale O. Positivo C–g1 |          |     |
| 11.                     | Subbasso | 16′ |
| 12.                     | Bordone  | 8′  |
| 13.                     | Flauto   | 4′  |

| II Grande Organo C–c4 |                |       |
| 14.                   | Principale     | 16′   |
| 15.                   | Principale I   | 8′    |
| 16.                   | Principale II  | 8′    |
| 17.                   | Flauto         | 8′    |
| 18.                   | Ottava         | 4′    |
| 19.                   | Flauto in VIII | 4′    |
| 20.                   | Duodecima      | 2 ⁄3′ |
| 21.                   | Quintadecima   | 2′    |
| 22.                   | Decimanona     | 1 ⁄3′ |
| 23.                   | Ripieno IV     | 1′    |
| 24.                   | Ripieno V      | 1⁄4′  |
| 25.                   | Cornetto III   | 2 ⁄3′ |
| 26.                   | Trombone       | 16′   |
| 27.                   | Tromba         | 8′    |
| 28.                   | Voce Umana     | 8′    |
| 29.                   | Tromba piccola | 4′    |
|                       | Campane        |       |

| III Recitativo C–c4 |                 |        |
| 30.                 | Bordone         | 16′    |
| 31.                 | Principale      | 8′     |
| 32.                 | Bordone         | 8′     |
| 33.                 | Flauto a camino | 8′     |
| 34.                 | Viola da Gamba  | 8′     |
| 35.                 | Voce celeste II | 8′     |
| 36.                 | Ottava          | 4′     |
| 37.                 | Terza           | 3 1⁄5′ |
| 38.                 | Flauto in XII   | 2 ⁄3′  |
| 39.                 | Quintadecima    | 2′     |
| 40.                 | Ripieno V       | 2′     |
| 41.                 | Flauto in XV    | 2′     |
| 42.                 | Piccolo         | 1′     |
| 43.                 | Controfagotto   | 16′    |
| 44.                 | Tromba armonica | 8′     |
| 45.                 | Oboe            | 8′     |
| 46.                 | Fagottino       | 4′     |
|                     | Tremolo         |        |

| IV Organo Solo C–c4 |                    |    |
| 47.                 | Principale         | 8′ |
| 48.                 | Flauto da concerto | 8′ |
| 49.                 | Voci corali        | 8′ |
| 50.                 | Coro Viole III     | 8′ |
| 51.                 | Ottava             | 4′ |
| 52.                 | Ripieno V          | 2′ |
| 53.                 | Cornetto IV        | 4′ |
| 54.                 | Tuba               | 8′ |
| 55.                 | Tuba mirabilis     | 8′ |
| 56.                 | Tuba mirabilis     | 4′ |

| Pedale C–g1 |                              |         |
| 57.         | Contrabbasso                 | 16′     |
| 58.         | Principale                   | 16′     |
| 59.         | Subbasso                     | 16′     |
| 60.         | Quinta (aus Nr. 59)          | 10 2⁄3′ |
| 61.         | Ottava                       | 8′      |
| 62.         | Principale                   | 8′      |
| 63.         | Bordone                      | 8′      |
| 64.         | Quintadecima (aus Nr. 61)    | 4′      |
| 65.         | Vigesimaseconda (aus Nr. 61) | 2′      |
| 66.         | Ripieno VI                   | 2 ⁄3′   |
| 67.         | Bombarda                     | 16′     |
| 68.         | Controfagotto (Nr. 43)       | 16′     |
| 69.         | Trombone (aus Nr. 67)        | 8′      |
| 70.         | Fagotto (aus Nr. 43)         | 8′      |
| 71.         | Tuba mirabilis (Nr. 55)      | 8′      |
| 72.         | Tuba mirabilis (Nr. 56)      | 4′      |
| 73.         | Clarone (aus Nr. 67)         | 4′      |
| 74.         | Chiarina (aus Nr. 43)        | 4′      |
|             | Campane                      |         |

- Koppeln
  - Normalkoppeln: I/II, III/II, IV/II, III/I, IV/I, IV/III, I/P, II/P, III/P, IV/P
  - Suboktavkoppeln: I/I, III/I, III/II, III/III, IV/I, IV/II, IV/III, IV/IV
  - Superoktavkoppeln: I/I, I/II, II/II, III/I, III/II, III/III, IV/III, IV/IV, I/P, III/P, IV/P

Außerdem gibt es im Dom eine kleine mechanische Chororgel, die ebenfalls von Mascioni erbaut wurde.
| Organo Corale C–c4   |       |
| Principale           | 8′    |
| Flauto               | 8′    |
| Ottava               | 4′    |
| Flauto in VIII       | 4′    |
| Quintadecima         | 2′    |
| Nazardo              | 2 ⁄3′ |
| Decimanona           | 1 ⁄3′ |
| Vigesimasesta e nona | 2⁄3′  |
| Tromba               | 8′    |
| Tremolo              |       |

| Pedale Organo Cor. C–g1 |     |
| Subbasso                | 16′ |
| Basso                   | 8′  |

- Koppeln: Manual/P

## Legenden

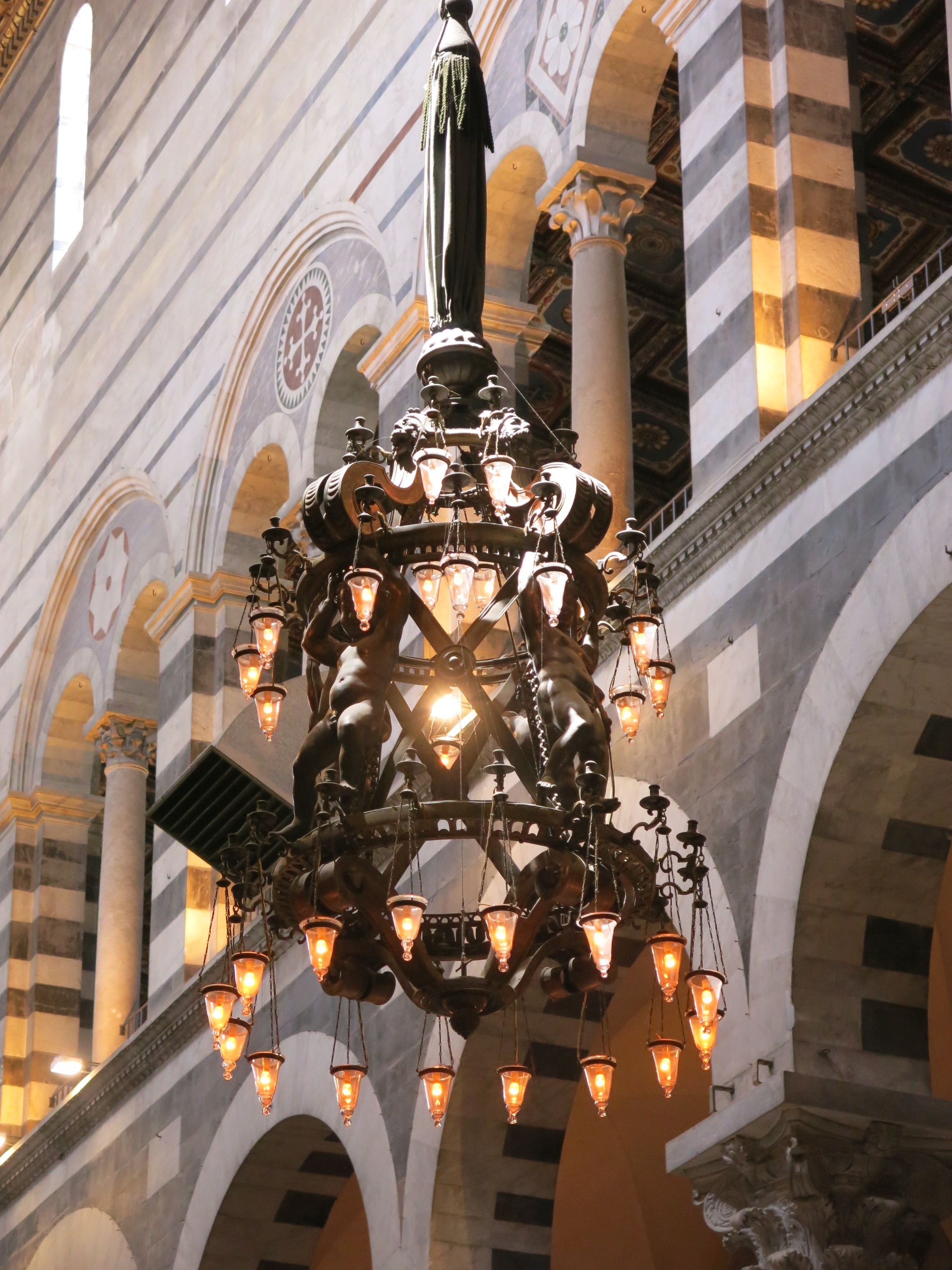
Bronzeleuchter Vincenzo Possentis von 1587

Im Hauptschiff hängt ein bronzener Leuchter von Vincenzo Possenti aus dem Jahre 1587, der Entwurf stammt aber von Giovanni Battista Lorenzi. Es gibt die Geschichte, dass an dem Leuchter Galileo Galilei die Gesetze der Pendelschwingung gefunden haben soll. Sollte es ein Leuchter in dieser Kirche gewesen sein, der ihn auf das Gesetz brachte, kann es allerdings nicht dieser Leuchter gewesen sein, da Galileo Galilei das Gesetz um 1584 veröffentlicht hat.
Zwischen dem nördlichen Seitenschiff und der westlichen Fassade findet man an der Außenwand des Doms an einem Pfeiler einen Stein mit vielen schwarzen Punkten. Von diesem Stein erzählt man sich, dass er vom Teufel sei. Zählt man zweimal hintereinander die Punkte nach, so kommt man jeweils auf ein anderes Ergebnis.